# 久米川駅
久米川駅（くめがわえき）は、東京都東村山市栄町にある、西武鉄道新宿線の駅である。駅番号はSS20。
東村山市北部には「久米川町」という地名があるが、当駅ではなく隣の東村山駅が最寄りとなる。同名の町と当駅はともに旧北多摩郡久米川村域に位置しており、名称の由来となっている。

## 歴史
開業時の住所は東村山村大字久米川で、それが駅名の由来であったが、1964年（昭和39年）の区画割により栄町に位置することになった。

### 開業
1927年（昭和2年）4月16日開業。当駅より上り方面は、都立家政駅（1937年開業）と終点の西武新宿駅（1952年開業）を除く全駅が同日に開業した。当駅開業以前から存在する東村山駅より下り方面（航空公園駅・新所沢駅・新狭山駅以外）は、元は現在の国分寺線であったため、当駅と東村山駅の間はカーブとなっている。
周辺に人家もまばらで雑木林と畑しかなかった場所に久米川駅を設置した背景には、東京土地住宅という土地会社が駅用地を提供したことがある。当時の計画図によると、駅は現在地から小平寄りの野火止用水と交差する辺りを予定したようである。
東京土地住宅は東村山に大規模な土地分譲販売を計画し、まず1925年（大正14年）、第一次に販売した30万坪は完売し、合計100万坪の販売を見込んでいた。ただ実際に購入した人は資産家が多く、投資や別荘用地と考えていたようである。例えば講談社の野間清治は、購入した約4万9千坪の土地で小作人を使い耕作させていたという。そのため居住者は増えず、久米川駅に何ら恩恵はなかった。戦前は借家が一般的であり、自分の家を持つのは富裕層に限られていた。なお東急電鉄の母体となった田園都市では、購入後1年以内に住宅を建築すること、土地分割譲渡の禁止という条件を設けて投機目的の購入を排除していた。
その後、東京土地住宅は乱脈経営が発覚するなどして休眠状態となり、東村山の土地開発も消滅した。東京土地住宅は駅の近くに分譲の目玉として1万坪の遊園地を造ったが、そこにあった東洋一といわれた大温室が戦後まで残っており、花を栽培していたという。やがてこの土地は野営地として利用されるようになり、1931年（昭和6年）には東京連合少年団（ボーイスカウト）の主催で全国から2500人の少年が集まり野営した。この成功により、西武鉄道は「久米川テント村」と名付けて利用者には運賃3割引として宣伝した。

### 駅舎整備
駅の改築には長い時間を必要とした。東村山市では南口駅前広場の造成を計画していたところ、1972年（昭和47年）に西武鉄道が橋上駅舎建設を提案し、市長との話し合いでは合意を得たが、定例市議会で身体障害者の団体から「久米川駅の橋上駅化に反対する陳情」が提出され、市議会では審議継続になった。これに対し久米川商店会からは「久米川駅の橋上駅化に関する陳情」も提出され、福祉か開発かで結論は翌年に持ち越しとなった。
1973年（昭和48年）になって身体障害者患者連絡協議会・東村山市・市議会・西武鉄道の四者で話し合いがもたれ、身体障害者側からの要望を入れること、商店会からは駅東西の交流を図れるようにして駅の混雑も緩和できるような方策を西武鉄道に求めた。そうしているうちに今度は西友久米川店のビル建設問題が持ち上がり、これに商店会が反発して駅前広場造成工事が一時中止となるなど難航した。
1978年（昭和53年）頃には、障害者団体からの手すり・スロープ・トイレ等の設置要望をもとに西武鉄道との協議が再開し、1980年（昭和55年）まで計画は練り続けられた。そしてようやく1981年（昭和56年）に福祉モデル駅として久米川駅は改築されることとなり、同年12月27日に新駅舎の使用が開始された。
また、駅東側の地下でJR武蔵野線と交差しているため、1980年代から武蔵野線に新駅を設置し、西武新宿線との乗換駅とする構想があった。しかし1990年（平成2年）度に行われた東村山市の調査で、駅舎や駅前広場の整備を含めると約100億円以上の経費がかかることが判明したことから、計画が頓挫した。
その後、2010年（平成22年）には北口駅舎の建て替えが行われ、2013年（平成25年）には構内にエレベーターを設置するなどの改良工事が行われた。

### 年表
- 1927年（昭和2年）4月16日 - 開業。
- 1966年（昭和41年）7月1日 - 島式ホーム1面2線の構造を相対式ホーム2面2線に変更[8]。
- 1981年（昭和56年）12月27日 - 新駅舎使用開始[6]。
- 1990年（平成2年）度 - 東村山市が武蔵野線新駅設置による乗換駅化の調査を実施[7]。
- 2010年（平成22年） - 北口新駅舎使用開始[7]。
- 2013年（平成25年） - 構内にエレベーターを設置[7]。

## 駅構造
相対式ホーム2面2線を有する地上駅。駅舎は下りホーム側の南口と上りホーム側の北口の2か所で、各ホーム間は跨線橋により連絡している。
西武鉄道の中では、早期にバリアフリーに配慮した構造になった駅であり、南口からはスロープでホームに入れる構造になっている。北口出入口部分および跨線部には改良工事でエレベーターが設置されている。バリアフリーに配慮した構造を早期に導入した理由は、当駅からの清瀬駅行きバス沿線に国立病院機構東京病院や複十字病院など複数の医療機関が立地するため、通院患者からの強い要望があったためである。
南口にはコンビニエンスストア「TOMONY」が直営の売店から転換したあとに設置されたが、閉店している。跡地には24時間利用可能なスイーツの自動販売機が設置された。
1975年（昭和50年）にロータリーが南口に整備され、路線バスは全て南口発着であった。しかし久米川1号踏切による交通渋滞でバスの運行に大きな支障が生じたことから、利用者などの強い要望により2010年（平成22年）3月に北口ロータリーが完成した。これにより、清瀬方面のバスの発着は南口発着から北口発着に変更された。
2013年（平成25年）、駅構内にエレベーターが設置された。

### のりば
| ホーム | 路線   | 方向 | 行先                   |
| ------ | ------ | ---- | ---------------------- |
| 1      | 新宿線 | 下り | 所沢・本川越方面       |
| 2      | 新宿線 | 上り | 高田馬場・西武新宿方面 |

## 利用状況
2024年（令和6年）度の1日平均乗降人員は30,875人であり、西武鉄道全92駅中28位。
かつては市内にある駅で一番の乗車人員であった（1975年度1日平均乗車人員久米川駅17,289人、秋津駅14,080人、東村山駅12,813人、新秋津駅7,606人）が1984年に秋津駅、1988年に東村山駅、1989年に新秋津駅に追い越された。
近年の1日平均乗降・乗車人員の推移は下記の通りである。
| 年度               | 1日平均 乗降人員 | 1日平均 乗車人員 | 出典     |
| ------------------ | ---------------- | ---------------- | -------- |
| 1956年（昭和31年） |                  | 1,682            | [ * 1 ]  |
| 1957年（昭和32年） |                  | 2,154            | [ * 2 ]  |
| 1958年（昭和33年） |                  | 3,135            | [ * 3 ]  |
| 1959年（昭和34年） |                  | 4,014            | [ * 4 ]  |
| 1960年（昭和35年） |                  | 5,137            | [ * 5 ]  |
| 1961年（昭和36年） |                  | 6,629            | [ * 6 ]  |
| 1962年（昭和37年） |                  | 7,700            | [ * 7 ]  |
| 1963年（昭和38年） |                  | 8,606            | [ * 8 ]  |
| 1964年（昭和39年） |                  | 10,244           | [ * 9 ]  |
| 1965年（昭和40年） |                  | 11,838           | [ * 10 ] |
| 1966年（昭和41年） |                  | 13,095           | [ * 11 ] |
| 1967年（昭和42年） | 27,772           | 13,929           | [ * 12 ] |
| 1968年（昭和43年） | 29,205           | 14,695           | [ * 13 ] |
| 1969年（昭和44年） | 30,617           | 15,351           | [ * 14 ] |
| 1970年（昭和45年） | 31,330           | 15,828           | [ * 15 ] |
| 1971年（昭和46年） | 31,363           | 15,744           | [ * 16 ] |
| 1972年（昭和47年） | 32,024           | 16,040           | [ * 17 ] |
| 1973年（昭和48年） | 33,861           | 17,048           | [ * 18 ] |
| 1974年（昭和49年） | 33,854           | 17,135           | [ * 19 ] |
| 1975年（昭和50年） | 34,385           | 17,289           | [ * 20 ] |
| 1976年（昭和51年） | 34,835           | 17,365           | [ * 21 ] |
| 1977年（昭和52年） | 35,267           | 17,502           | [ * 22 ] |
| 1978年（昭和53年） | 35,751           | 17,694           | [ * 23 ] |
| 1979年（昭和54年） | 35,065           | 17,651           | [ * 24 ] |
| 1980年（昭和55年） | 35,144           | 17,689           | [ * 25 ] |
| 1981年（昭和56年） | 35,170           | 17,740           | [ * 26 ] |
| 1982年（昭和57年） | 35,330           | 17,808           | [ * 27 ] |
| 1983年（昭和58年） | 35,393           | 17,826           | [ * 28 ] |
| 1984年（昭和59年） | 35,408           | 17,843           | [ * 29 ] |
| 1985年（昭和60年） | 36,403           | 18,190           | [ * 30 ] |
| 1986年（昭和61年） | 37,708           | 18,714           | [ * 31 ] |
| 1987年（昭和62年） | 37,757           | 18,794           | [ * 32 ] |
| 1988年（昭和63年） | 38,668           | 19,326           | [ * 33 ] |
| 1989年（平成元年） | 38,816           | 19,439           | [ * 34 ] |
| 1990年（平成02年） | 39,198           | 19,666           | [ * 35 ] |
| 1991年（平成03年） | 39,447           | 19,822           | [ * 36 ] |
| 1992年（平成04年） | 39,288           | 19,737           | [ * 37 ] |
| 1993年（平成05年） | 38,447           | 19,251           | [ * 38 ] |
| 1994年（平成06年） | 37,350           | 18,660           | [ * 39 ] |
| 1995年（平成07年） | 36,418           | 18,170           | [ * 40 ] |
| 1996年（平成08年） | 36,005           | 17,954           | [ * 41 ] |
| 1997年（平成09年） | 35,393           | 17,558           | [ * 42 ] |
| 1998年（平成10年） | 34,606           | 17,152           | [ * 43 ] |
| 1999年（平成11年） | 34,171           | 16,935           | [ * 44 ] |
| 2000年（平成12年） | 34,362           | 17,015           | [ * 45 ] |
| 2001年（平成13年） | 34,303           | 16,884           | [ * 46 ] |
| 2002年（平成14年） | 33,697           | 16,573           | [ * 47 ] |
| 2003年（平成15年） | 33,107           | 16,232           | [ * 48 ] |
| 2004年（平成16年） | 32,831           | 16,114           | [ * 49 ] |
| 2005年（平成17年） | 32,875           | 16,154           | [ * 50 ] |
| 2006年（平成18年） | 32,852           | 16,133           | [ * 51 ] |
| 2007年（平成19年） | 33,384           | 16,469           | [ * 52 ] |
| 2008年（平成20年） | 34,073           | 16,814           | [ * 53 ] |
| 2009年（平成21年） | 33,711           | 16,643           | [ * 54 ] |
| 2010年（平成22年） | 32,767           | 16,281           | [ * 55 ] |
| 2011年（平成23年） | 32,220           | 16,021           | [ * 56 ] |
| 2012年（平成24年） | 32,325           | 16,051           | [ * 57 ] |
| 2013年（平成25年） | 32,487           | 16,145           | [ * 58 ] |
| 2014年（平成26年） | 31,761           | 15,773           | [ * 59 ] |
| 2015年（平成27年） | 32,195           | 15,966           | [ * 60 ] |
| 2016年（平成28年） | 32,298           | 16,018           | [ * 61 ] |
| 2017年（平成29年） | 32,758           | 16,245           | [ * 62 ] |
| 2018年（平成30年） | 32,882           | 16,308           | [ * 63 ] |
| 2019年（令和元年） | 32,638           | 16,186           | [ * 64 ] |
| 2020年（令和02年） | 24,861           |                  |          |
| 2021年（令和03年） | 26,474           |                  |          |
| 2022年（令和04年） | 28,861           |                  |          |
| 2023年（令和05年） | 30,029           |                  |          |
| 2024年（令和06年） | 30,875           |                  |          |

## 駅周辺
駅の南口・北口ともにロータリーが整備されている。清瀬駅南口行き、新秋津駅行き、所沢駅東口行きの路線バスは、北口ロータリー整備に伴い2010年（平成22年）4月1日より南口発着から北口発着に変更された（#駅構造を参照）。駅南口から八坂駅まで約700mにわたり商店街が続いている。
市内に進出した都市銀行はすべて当駅周辺に支店を配置し、複数の宿泊施設が所在しているなど東村山市は当駅周辺を中心核と位置付けたうち、商業機能を中心とした都市機能を強化し、さらに魅力を高める取り組みを進めていくこととしている。
ホテルメッツ第1号店があったが閉店されている。
南口
- 東村山市栄町ふれあいセンター
- 東村山市立栄町児童館
- 東村山市立八坂小学校
- 久米川駅前郵便局
- 久米川中央銀座会（モザーク通り）
- 久米川中央通り商店街（ウイング通り）
- 久米川商店会
- 西友 久米川店
- マツモトキヨシ 久米川南口駅前店
- ビジネスホテルマーキュリー
- ホテルセントピア
- 久米川ビジネスホテル純和
- 府中街道
- 東京都道226号東村山清瀬線
- 空堀川
- 野火止用水
- りそな銀行 久米川支店
- きらぼし銀行 久米川支店・久米川駅前支店
- 西武信用金庫 東村山支店

北口
- 東村山市役所
  - 東村山市いきいきプラザ
  - 東村山市保健センター
- 東村山市立中央図書館
- 東村山市市民センター
- 新青梅街道
- 東村山市立東村山第三中学校
- 東村山市立東萩山小学校
- 久米川北口商店街
- 本町商店街会
- 久米川東商店会
- 久米川ウイングホテル
- ビジネスホテルロイヤルイン菊水
- みずほ銀行久米川支店
- 武蔵野銀行久米川支店
- ハードオフ・ホビーオフ東村山店

久米川駅北口整備計画
- 2007年度 - 地下駐輪場の建築工事の実施および北口周辺の街路を設計。
- 2008年度 - 北口周辺のライフラインおよび都市計画道路の整備工事を実施。
- 2010年 - 3月28日に北口駅前広場完成記念式典および記念イベント「フレッシュ! 久米川楽市」を開催。4月1日に南口3番のりばから発着していた清瀬・新秋津・所沢各方面の路線バスを北口発着に変更。

## バス路線
西武バスにより運行され、すべての路線が当駅を始発・終着とする。南口発の路線は小平営業所管内（東村山市コミュニティバス「グリーンバス」含む）、北口発の路線は所沢営業所管内である。

グリーンバス運行開始以前は、東村山駅発着の一系統を除き市内の全系統が発着し東京都シルバーパス発行を行う西武バス案内所が開設されていたが、2016年に営業を終了した。
久米川駅（南口）
- 1番のりば
  - 立34 - 東京街道団地・東大和市駅・砂川九番経由、立川駅北口
- 2番のりば
  - 東京街道団地・東大和市駅経由、小平営業所（出入庫）
  - 久84 - 東京街道団地経由、東大和市駅

- グリーンバス（西武バス小平営業所が受託運行）
  - 富士見町四丁目経由、東村山駅西口

久米川駅北口
- 久11 - 全生園・東京病院北経由、清瀬駅南口
- 久11-1 - 全生園・新秋津駅・沢の台経由、所沢駅東口
- 久11-2 - 全生園経由、新秋津駅
- 深夜バス - 全生園・新秋津駅・沢の台経由、所沢駅東口（深夜バス運行あり）

## 隣の駅
西武鉄道
 新宿線
■快速急行・■通勤急行
通過
■急行・■準急・■各駅停車
小平駅 (SS19) - 久米川駅 (SS20) - 東村山駅 (SS21)